# Stenohya mahnerti
Stenohya mahnerti es una especie de arácnido del orden Pseudoscorpionida de la familia Neobisiidae.

## Distribución geográfica
Se encuentra en Tailandia.